# Idioma yuracaré
El yuracaré (también yurakaré, yurakar, yuracar, yurucaré, yurujuré, yurujare) es una lengua amenazada hablada en el centro de Bolivia en los departamentos de Cochabamba y Beni por los miembros de la etnia yuracaré.
Desde la promulgación del decreto supremo N.º 25894 el 11 de septiembre de 2000 el yuracaré es una de las lenguas indígenas oficiales de Bolivia, por lo que fue incluido en la Constitución Política del 7 de febrero de 2009.
A principios del siglo XXI se registraban todavía unos 2500 hablantes. Esta cifra está declinando rápidamente debido a que los miembros más jóvenes de la etnia ya no están aprendendiendo la lengua.
El idioma yuracaré está documentado desde la aparición de una vieja gramática manuscrita por de la Cueva. La lengua ha sido analizada más recientemente por Rik van Gijn, y recientemente se publicó un diccionario bilingüe.

## Descripción lingüística

### Clasificación
Suárez (1977) sugirió que podía existir una relación entre el yuracaré, las lenguas mosetenas, las lenguas pano-tacanas, las lenguas arawak y las lenguas chon. Su hipótesis macro-panoana es esencialmente idéntica excepto por el hecho de que se excluye algunas lenguas arahuacanas (Suárez 1969).
La propuesta de Greenberg (1987), incluye el yuracaré dentro de las lenguas ecuatoriales, sin embargo, esta clasificación se basa en datos muy pobres y la mayoría de los especialistas la consideran inconcluyente y altamente especulativa.

### Fonología
El inventario consonántico del yuracaré es:
|                 | labial | alveolar | post- alveol. | retro- fleja | velar | glotal |
| --------------- | ------ | -------- | ------------- | ------------ | ----- | ------ |
| oclusiva sorda  | p      | t        |               |              | k     | ʔ      |
| oclusiva sonora | b      | d        |               |              | g     |        |
| africada        |        |          | ʧ             |              |       |        |
| fricativa       |        | s        | ʃ             | ʂ            | (x)   |        |
| nasal           | m      | n        | ɲ             |              |       |        |
| sonorante       | w      | ɾ, l     | j             |              |       |        |

El yurakaré presenta, además, el siguiente sistema de fonemas vocálicos:
|          | Anteriores | Centrales | Posteriores |
| -------- | ---------- | --------- | ----------- |
| Cerradas | i          | ɨ         | u           |
| Medias   | e          |           | o           |
| Abiertas | æ          | a         |             |

### Léxico y clases de palabras
Según van Gijn (2012), en el yurakaré se distinguen las siguientes clases de palabras: sustantivos, p.ej. shunñe 'hombre', adjetivos, p.ej. matat 'grande', verbos, p.ej. bëjta ‘ver’, adverbios, p.ej. tishilë 'ahora', interjecciones, p.ej. sëlu ‘cuidado’, ideófonos y partículas enclíticas. Morfológicamente, los sustantivos pueden llevar marcadores de posesión, número, enclíticos posposicionales, y algunos marcadores derivacionales; además, pueden ser usados como verbos. Los verbos son asociados, morfológicamente, con las categorías de tiempo, aspecto, modalidad, y también con marcadores de sujeto y objeto diferentes. En cuanto a los ideófonos, se distinguen dos usos: uno en el que el ideófono verdaderamente modifica el contenido semántico del verbo, como se aprecia en (1a), y otro en el que no modifica el contenido, sino que añade un valor descriptivo, como se observa en (1b):

| (1a) | peruk                                        | mala-ø  | pojore |
|      | IDEO                                         | ir.SG-3 | canoa  |
|      | ‘La canoa se volcó (peruk)’ (van Gijn, 2012) |         |        |

| (1b) | rü                                     | chitta-ø   | a-lewle  |
|      | IDEO                                   | botar.SG-3 | su-plato |
|      | ‘¡Rü! Botó su plato.’ (van Gijn, 2012) |            |          |

### Morfología
En cuanto a los rasgos morfológicos del yurakaré, se puede señalar lo siguiente (van Gijn, 2012):
- En lo que respecta a la frase nominal, se distinguen los siguientes elementos: sustantivos, pronombres, modificadores, partículas enclíticas y frases relativas. Los sustantivos pueden recibir marcas de posesión, que consisten en prefijos personales que indican una cosa poseída, como p.ej. ti-mümta ‘mi arco’. Sin embargo, no todos los sustantivos pueden llevar prefijos posesivos. Se excluyen los sustantivos que se refieren a humanos (excepto aquellos que aluden a relaciones de parentesco) y animales grandes. Existen, además, otros morfemas que cambian el significado del sustantivo, tales como el diminutivo -nñu en ëshshë-nñu [piedra-DIM] 'piedrecita'. En cuanto a los pronombres, se observan tres tipos: personales (sëë 'yo', mëë 'vos', tuwa 'nosotros/as', paa 'ustedes'), demostrativos (an(a) ‘este/a’, at(i) ‘ese/a’ y na(a) ‘aquello/a’), e interrogativos (ama ‘cuál’, tëtë ‘qué’, y ëshë ‘por qué’). En cuanto a los modificadores del sustantivo, se observan dos tipos: los adjetivos y los cuantificadores. Los adjetivos pueden presentar ciertos marcadores, tales como el sufijo -uma ‘distributivo’, que indica que una pluralidad de cosas debe ser considerada cada una de por sí, como se observa en (2a), y el sufijo -ima ‘colectivo’, que indica que se debe considerar toda la pluralidad como un conjunto, como en (2b). En cuanto a los numerales, se observan en la actualidad solamente cuatro numerales propiamente yurakarés: lëtta (uno), lëshie (dos), liwi (tres) y lëpsha (cuatro).

| (2a) | matat-uma                                                              | palanta=w  |
|      | grande-DST                                                             | plátano=PL |
|      | ‘plátanos grandes (o sea la planta, o sea la fruta)’ (van Gijn , 2012) |            |

| (2b) | matat-ima                                       | palanta=w  |
|      | grande-COL                                      | plátano=PL |
|      | ‘un racimo grande de plátanos’ (van Gijn, 2012) |            |

- El yurakaré presenta un conjunto de enclíticos nominales, a saber: el enclítico de pluralidad =w, como en shunñe=w ‘hombres’, y los elementos enclíticos (o posposiciones) que indican la relación entre la frase nominal y el verbo, tales como: el comitativo =tina en a-ye=tina [su-hermana=COM] 'con su hermana', y el instrumental =la en katcha=la [hacha=INS] 'con un hacha'.
- En cuanto a la morfología verbal, un verbo en yurakaré consiste en una raíz, que normalmente se combina con prefijos y/o sufijos, que marcan persona, de sujeto y objeto, y otras categorías, tales como el tiempo, aspecto y modalidad. En cuanto a los marcadores de persona, se distinguen seis marcadores personales del sujeto, como se observa en (3), y seis marcadores personales de objeto, como se observa en (4). Se distinguen, además, otros marcadores de objeto, tales como los marcadores de objeto malefactivo, objeto benefactivo, objeto de finalidad, entre otros.

| (3) | ateshe-y  | ‘Estoy durmiendo.’                          |
|     | ateshe-m  | ‘Estás durmiendo.’                          |
|     | ateshe-ø  | ‘Está durmiendo.’                           |
|     | ateshe-tu | ‘Estamos durmiendo.’                        |
|     | ateshe-p  | ‘Están durmiendo (Uds.).’                   |
|     | ateshe-w  | ‘Están durmiendo (ellos).’ (van Gijn, 2012) |

| (4) | ti-bobo   | ‘Me pegó.’                   |
|     | mi-bobo   | ‘Te pegó.’                   |
|     | (ka-)bobo | ‘Lo pegó.’                   |
|     | ta-bobo   | ‘Nos pegó.’                  |
|     | pa-bobo   | ‘Les pegó.’                  |
|     | ma-bobo   | ‘Los pegó.’ (van Gijn, 2012) |

- En yurakaré, la única distinción temporal gramaticalizada que existe es entre el futuro y el no futuro. El futuro se indica con el marcador -shta, como se observa en (5). En cuanto al aspecto, éste se marca tanto con prefijos como con sufijos en el verbo. El prefijo a- indica, por ejemplo, una acción no terminada o en progresión, como se observa en (6), mientras que el sufijo -jti indica una acción habitualmente practicada por una persona o un grupo de personas, como se observa en (7).

| (5) | tishilë                                         | mi-la-bobo-shta-tu            |
|     | ahora                                           | 2SG-MAL-pegar;matar-FUT-1PL.S |
|     | ‘Ahorita te lo vamos a matar.’ (van Gijn, 2012) |                               |

| (6) | a-ense-ø=w=ja                                                            | a-shilla-ø=w=ya    | na | wenche=w |
|     | PRG-tomar-3=PL=TI                                                        | PRG-bailar-3=PL-NE | el | anta=P   |
|     | ‘Mientras estaban tomando, estaban bailando los antas.’ (van Gijn, 2012) |                    |    |          |

| (7) | latijsha                                                                   | ati | lëtta | yee   | chërë-jti-ø=ya  | na | ulë        |
|     | después                                                                    | ese | uno   | mujer | rascar-HAB-3=NE | el | guayabochi |
|     | ‘Luego, había una mujer que solía rascar ese guayabochi.’ (van Gijn, 2012) |     |       |       |                 |    |            |

- En yurakaré, se distinguen diferentes tipos de marcadores de modalidad, como aquellos que tienen que ver con realización de un evento, como p.ej. el intencional -ni en (8), y aquellos que tienen que ver con la manera en que el hablante llega a sus conclusiones, como p.ej. el marcador =tiba en (9), que indica una inferencia sobre la base de un razonamiento.

| (8) | dula-n-tu                                 | ta-pojore     |
|     | hacer-INT-1PL.S                           | nuestro-canoa |
|     | ‘Hagamos nuestra canoa.’ (van Gijn, 2012) |               |

| (9) | a-wështi-ø=tiba=la=ye                                                                 |
|     | su-hambre-3=VLR=CMS=CON.F                                                             |
|     | ‘Debe haber tenido hambre (porque estaba comiendo frutas de monos).’ (van Gijn, 2012) |

### Sintaxis
En cuanto a la sintaxis del yurakaré, se puede señalar lo siguiente (van Gijn, 2012):
- Van Gijn (2012) propone el siguiente esquema, en (10), para explicar la estructura de la cláusula en yurakaré. Como se puede observar, hay dos posiciones antes del núcleo, una para adverbios, otra para un participante, en este caso sëë. Después del núcleo, hay varias posiciones para otras palabras, como más participantes, y también adverbios.

| (10) | (Adv) | (X) | (Núcleo)     | (Otros)             |
|      | shëy  | sëë | nish mabëjti | na shunñe matataw   |
|      | ayer  | yo  | no los vi    | los hombres grandes |

- Dentro de la frase nominal, el orden de palabras es menos flexible. El sustantivo principal es por lo general la última palabra de la frase nominal. Solamente los adjetivos y los elementos que indican el posesor pueden seguir al sustantivo principal, así como también las frases relativas. Los demostrativos (en función de modificador), cuantificadores y numerales siempre preceden al sustantivo. Es posible, también, sacar un elemento modificador (adjetivos o cuantificadores) de la frase nominal, y colocarlo en posición prenuclear en la cláusula, como se observa en (11):

| (11) | lëshie                              | ma-bëjta-y    | shunñe=w  |
|      | dos                                 | 3PL-ver-1SG.S | hombre=PL |
|      | ‘Veo dos hombres.’ (van Gijn, 2012) |               |           |

- En cuanto a la combinación de cláusulas, ello se puede realizar por simple yuxtaposición, como en (12), pero también mediante estrategias más complicadas, como p.ej. a través del uso de marcadores como =ja o =ti, como se observa en (13) y (14). La diferencia entre verbos dependientes marcados por =ja y =ti consiste en que =ja indica que el tema del evento marcado por el verbo dependiente es idéntico al del verbo principal, mientras que =ti indica que es diferente.

| (12) | abayla~la-y                                         | ajanta~ta-y      |
|      | bailar~DST-1SG.S                                    | cantar~DST-1SG.S |
|      | ‘Estoy bailando y estoy cantando.’ (van Gijn, 2012) |                  |

| (13) | ti-bëjta-ø=ja                                      | mala-ø  | samu   |
|      | 1SG-ver-3=TI                                       | ir.SG-3 | jaguar |
|      | ‘Cuando me vio el tigre, se fue.’ (van Gijn, 2012) |         |        |

| (14) | sëë                                                  | bëjta-y=ti | ti-la-mala-ø    | samu   |
|      | yo                                                   | ver-1SG=TD | 1SG-MAL-ir.SG-3 | jaguar |
|      | ‘Cuando lo vi, el tigre se me fue.’ (van Gijn, 2012) |            |                 |        |